# 1963 في الأردن
فيما يلي قوائم الأحداث التي وقعت خلال عام 1963 في الأردن.